# Psychomyia panayella
Psychomyia panayella är en nattsländeart som beskrevs av Wolfram Mey 1998. Psychomyia panayella ingår i släktet Psychomyia och familjen tunnelnattsländor. Inga underarter finns listade i Catalogue of Life.